# 哈馬爾尼亞 (切爾卡瑟州)
49°38′47″N 31°26′8″E / 49.64639°N 31.43556°E
哈馬爾尼亞（烏克蘭語：Гамарня）是位於烏克蘭中部的村莊，由切爾卡瑟州切爾卡瑟區的卡尼夫市鎮負責管轄。該村面積0.92平方公里，2024年人口260。